# Ngonda Muzinga
Glody Ngonda Muzinga, né le 31 décembre 1994, est un footballeur international congolais qui évolue au poste d'arrière gauche au Riga FC.

## Biographie

### En club

#### AS Vita Club
Il participe à plusieurs reprises à la Ligue des champions d'Afrique et à la Coupe de la confédération. Il atteint avec l'AS Vita Club la finale de la Coupe de la confédération en 2018, en étant battu par le Raja de Casablanca.

#### Première expérience européenne à Dijon
Il rejoint le Dijon FCO en août 2019 en signant un contrat de 2 ans (+1 en option) pour pallier les départs d'Oussama Haddadi et d'Arnold Bouka Moutou. 
Il doit alors faire face à la concurrence du jeune international marocain Hamza Mendyl et ne joue que 8 matches toutes compétitions confondues (dont 6 en Ligue 1) lors de sa première saison.
Auteur d'une préparation de pré-saison convaincante, il est titularisé lors de la première journée de Ligue 1 2020-2021, le 22 août 2020. Il se blesse malheureusement au cours de la rencontre et son absence est alors estimée à plusieurs semaines.
En concurrence avec Aníbal Chalá, prêté pour une saison, il s'impose comme titulaire sur le flanc gauche de la défense dijonnaise.
Il inscrit son premier but avec le Dijon FCO le 29 novembre 2020, face à l'OGC Nice, pour le compte de la 12ème journée de Ligue 1. Il participe alors à la première victoire dijonnaise de la saison (score final 1-3).

### En équipe nationale
Il reçoit sa première sélection en équipe de république démocratique du Congo le 11 août 2017, contre le Congo. Ce match nul et vierge rentre dans le cadre des éliminatoires du championnat d'Afrique des nations 2018.
Il dispute ensuite quatre rencontres lors des éliminatoires du mondial 2018.

## Palmarès
- Finaliste de la Coupe de la confédération en 2018 avec l'AS Vita Club
- Champion de République démocratique du Congo en 2018 avec l'AS Vita Club
- Vice-champion de République démocratique du Congo en 2016, 2017 et 2019 avec l'AS Vita Club